# قانون هس

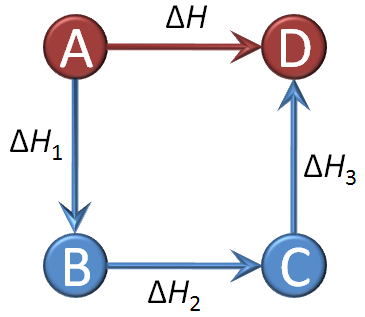

تعتمد العديد من الحسابات الكيميائية على قانون وضعه العالم الروسي ' هس  عام 1840. وينص هذا القانون على أن قيمة حرارة التفاعل (التغير في المحتوى الحراري، أو التغير في الإنثالبي القياسي لتكوين مركب) لأي تفاعل كيميائي تحت ضغط ثابت يساوي كمية ثابتة سواء تم التفاعل في خطوة واحدة أو عدة خطوات. وهذا يعني أن حرارة التفاعل تعتمد فقط على خواص المواد المتفاعلة والمواد الناتجة من التفاعل، أي على الحالتين الابتدائية والنهائية للتفاعل ولا تتأثر بالطريق الذي يسلكه التفاعل.
وتتضح أهمية هذا القانون في إمكانية حساب حرارة التفاعل وذلك أيضا للتفاعلات التي لايمكن قياسها بطرق تجريبية بسبب حدوثها ببطئ شديد بحيث تتعذر دراستها أو أن تحدث تفاعلات جانبية تنتج موادا غير مرغوب فيها بجانب المواد المطلوبة.

## نص قانون هس الحراري
" التغير في الإنثالبي {\displaystyle \Delta H} الحادث أثناء إحدى العمليات التامة هو مجموع تغيرات الإنثالبي لجميع الخطوات المتتالية للعملية "
نستنتج من هذا القانون أن إنثالبي التفاعل لا يتغير بتغير مسار التفاعل وإنما يعتمد فقط على الحالة الابتدائية والحالة النهائية للتفاعل.

## مثــال
يمكن احتراق الجرافيت مباشرة منتجا ثاني أكسيد الكربون (1)، أو عبر عدة خطوات حيث ينتج أولا أول أكسيد الكربون (2), (3). ثم ينتج بعده ثاني أكسيد الكربون. فيكون أنثالبي التفاعل الكلي ΔRH في الحالتين متساويا.
{\displaystyle {\begin{matrix}(1)\;&\mathrm {C(Graphit)} &+&\mathrm {O_{2}(g)} &\rightarrow &\mathrm {CO_{2}(g)} &\;\;\Delta _{R}H_{1}=-393\,\mathrm {kJ\cdot mol^{-1}} \;\;\\\\(2)\;&\mathrm {C(Graphit)} &+&{\frac {1}{2}}\mathrm {O_{2}(g)} &\rightarrow &\mathrm {CO(g)} &\;\;\Delta _{R}H_{2}=-111\,\mathrm {kJ\cdot mol^{-1}} \\\\(3)&\mathrm {CO(g)} &+&{\frac {1}{2}}\mathrm {O_{2}(g)} &\rightarrow &\mathrm {CO_{2}(g)} &\;\;\Delta _{R}H_{3}=-282\,\mathrm {kJ\cdot mol^{-1}} \end{matrix}}}
انثالبي التفاعل التام في الحالتين متساويا ويبلغ -393 كيلوجول/مول. الإشارة السالبة للإنتروبي تعني أن هذا التفاعل تفاعل ناشر للحرارة.

## الصيغة الرياضية
تسهل لنا قانون هيس حساب تغير الإنثالبي (ΔH) خلال التفاعل في حالة عدم إمكانية قياسها عمليا مباشرة. ونقوم بحسابها بعدة عمليات حسابية بسيطة مع استخدام معادلة التفاعل المعنية، ونستخدم أيضا بعض القيم للإنثالبي المعروفة والتي عينت من قبل.
وطبقا للمثال السابق يمكن تجزئة تفاعل تام، مثل احتراق الجرافيت (كربون) للحصول على ثاني أكسيد الكربون. ويقول قانون هيس أن التغير الإنثالبي الكلي للتفاعل يكون مساويا لتغيرات الإنثالبي لكل خطوة من خطوات التفاعل. أي أن ΔH لإحدى خطوات التفاعل يمكن حسابها عن طريق معرفة الفرق في حرارة التكوين لمركب كيميائي (ناتج) وحرارة التكوين للمواد الداخلة في التفاعل:
{\displaystyle \Delta H_{reaction}^{\ominus }=\sum \Delta H_{\mathrm {f} \,(products)}^{\ominus }-\sum \Delta H_{\mathrm {f} \,(reactants)}^{\ominus }}
حيث العلامة o تعني القيم في الظروف القياسية للمواد (انظر انثالبي قياسي للتكوين).

## علاقته بالإنتروبيا والطاقة الحرة
يمكن صياغة قانون هس لكي يحتوي تغيرات الإنتروبيا وطاقة غيبس الحرة، التي تشكل أيضا دوال لحالة النظام. وتعتبر دورة بورويل الترموديناميكية مثالا على هذا التطبيق حيث يستفيد من قياسات سهلة للتوازن الكيميائي ولجهود الأكسدة-اختزال بغرض تعيين طاقة غيبس الحرة التي لا يمكن قياسها عمليا مباشرة. كذلك بربط القيم ΔGo من دورة بوردويل بقيم تغير الإنثالبي ΔHo التي نحصل عليها من قانون هس يمكننا تعيين تغير الإنتروبيا أيضا حسابيا.
بالنسبة إلى طاقة غيبس الحرة نحصل على:
{\displaystyle \Delta G_{reaction}^{\ominus }=\sum \Delta G_{\mathrm {f} \,(products)}^{\ominus }-\sum \Delta G_{\mathrm {f} \,(reactants)}^{\ominus }}
ويختلف الوضع بالنسبة إلى الإنتروبيا حيث أن الإنتروبا يمكن قياسها وتعيين قيمها المطلقة (انظر إنتروبيا مولية قياسية). ونستخدم قيم الإنتروبيا المطلقة للمواد الداخلة والمواد الناتجة من التفاعل:
{\displaystyle \Delta S_{reaction}^{\ominus }=\sum S_{(products)}^{\ominus }-\sum S_{(reactants)}^{\ominus }}

## مثال آخر
يمكننا قانون هس حساب التغير في الإنثالبي (ΔH) لتفاعل حتى ولو لم يمكن تعيينه عمليا. وتتضمن الطريقة إجراء بعض الحسابات البسيطة على معادلة التفاعل مع استخدام القيم المعروفة عن للإنثالبيات القياسية للتكوين للمواد الداخلة والناتجة من التفاعل.
يمكن بجمع عدة معادلات كيميائية الحصول على محصلة للتفاعل. فإذا كان التغير في الإنثالبي لكل معادلة معروفا فنحصل على حصيلة تغير الإنثالبي للتفاعل الكلي. فإذا كان التغير الكلي في الإنثالبي سالبا الإشارة (ΔHnet < 0), يكون التفاعل تفاعل ناشر للحرارة. أما إذا كانت ΔH موجبة الإشارة يكون التفاعل تفاعل ماص للحرارة. وتلعب الإنتروبيا دورا هاما في معرفة عما إذا كان التفاعل الكيميائي يسير تلقائيا إم لا، حيث أن بعض التفاعلات التي يكون التغير للإنثالبي موجبا الإشارة ورغم ذلك يسير التفاعل تلقيائيا من نفسه.
ويقول قانون هس أن تغيرات الإنثالبي يمكن جمعها. أي أن ΔH لأحد التفاعلات يمكن حسابها كالفرق بين انثالبي قياسي للتكوين لنواتج التفاعل مطروحا منه انثالبي قياسي لتكوين المواد الداخلة في التفاعل، طبقا للمعادلة:
.
{\displaystyle \Delta H_{reaction}^{\ominus }=\sum \Delta H_{\mathrm {f} \,(products)}^{\ominus }-\sum \Delta H_{\mathrm {f} \,(reactants)}^{\ominus }}
حيث يدل الرمز o
على حالة الطروف القياسية.
والآن نريد حساب ΔHf للتفاعل:
- (2B (s) + (3/2) O2 (g) → B2O3 (s

تقول المعادلة نريد إضافة بورون (Solid) إلى الأكسجين (gas) بالكميات الموجودة لنحصل على أكسيد البورون (solid).
يمكن أن تكون تلك المعادلة الكيميايئية حصيلة للتفاعلات التالية:
- B2O3 (s) + 3H2O (g) → 3O2 (g) + B2H6 (g) (ΔH = 2035 kJ/mol)
- (H2O (l) → H2O (g) (ΔH = 44 kJ/mol
- (H2 (g) + (1/2)O2 (g) → H2O (l) (ΔH = -286 kJ/mol
- (2B (s) + 3H2 (g) → B2H6 (g) (ΔH = 36 kJ/mol

تدل إشارات تغير الإنثالبي للتفاعل الأول والثاني والرابع على أن التفاعل من نوع تفاعل ماص للحرارة. أما التفاعل الثالث ذو إشار سالبة (ΔH = -286 kJ/mol) فهو يدل على تفاعل ناشر للحرارة.
مع ملاحظة طور المواد، هل هي صلبة أم سائلة أم غازية ّ (تحولات طور المادة تقترن بإنثالبية تحول الطور).
نجري بعض عمليات الضرب ونعكس معادلات التفاعل (تنعكس بالتالي إشارة تغير الإنثالبي)، وينتج:
- B2H6 (g) + 3O2 (g) → B2O3 (s) + 3H2O (g) (ΔH = -2035 kJ/mol)
- (3H2O (g) → 3H2O (l) (ΔH = -132 kJ/mol
- (3H2O (l) → 3H2 (g) + (3/2) O2 (g) (ΔH = 858 kJ/mol
- (2B (s) + 3H2 (g) → B2H6 (g) (ΔH = 36 kJ/mol

ونجمع الأربعة معادلات مع شطب المقادير المتماثلة على جهتي المعادلة، فينتج:
- (2B (s) + (3/2) O2 (g) → B2O3 (s) (ΔH = -1273 kJ/mol

تقول تلك النتيجة أن تكوين أكسيد البورون من تفاعل البورون والأكسجين هو تفاعل ناشر للحرارة (أي من المفروض أن يسير تلقائيا)، وتنتشر منه حرارة قدرها 1273 كيلو جول/ مول.)
1. ↑  "معلومات عن قانون هس على موقع britannica.com". britannica.com. مؤرشف من الأصل في 2016-05-26.
2. ↑  "معلومات عن قانون هس على موقع enciclopedia.cat". enciclopedia.cat. مؤرشف من الأصل في 2020-08-07.